# 卡倫鎮區 (密蘇里州普瓦斯基縣)
卡倫鎮區（英語：Cullen Township）是位於美國密蘇里州普瓦斯基縣的一個行政鎮區。

## 地方資料
卡倫鎮區的面積為371.26平方千米，當中陸地面積為367.19平方千米，而水域面積為4.06平方千米。根據2020年美國人口普查的數據，當地共有人口41203人，而人口密度為每平方千米110.98人。